# Oksygenaty

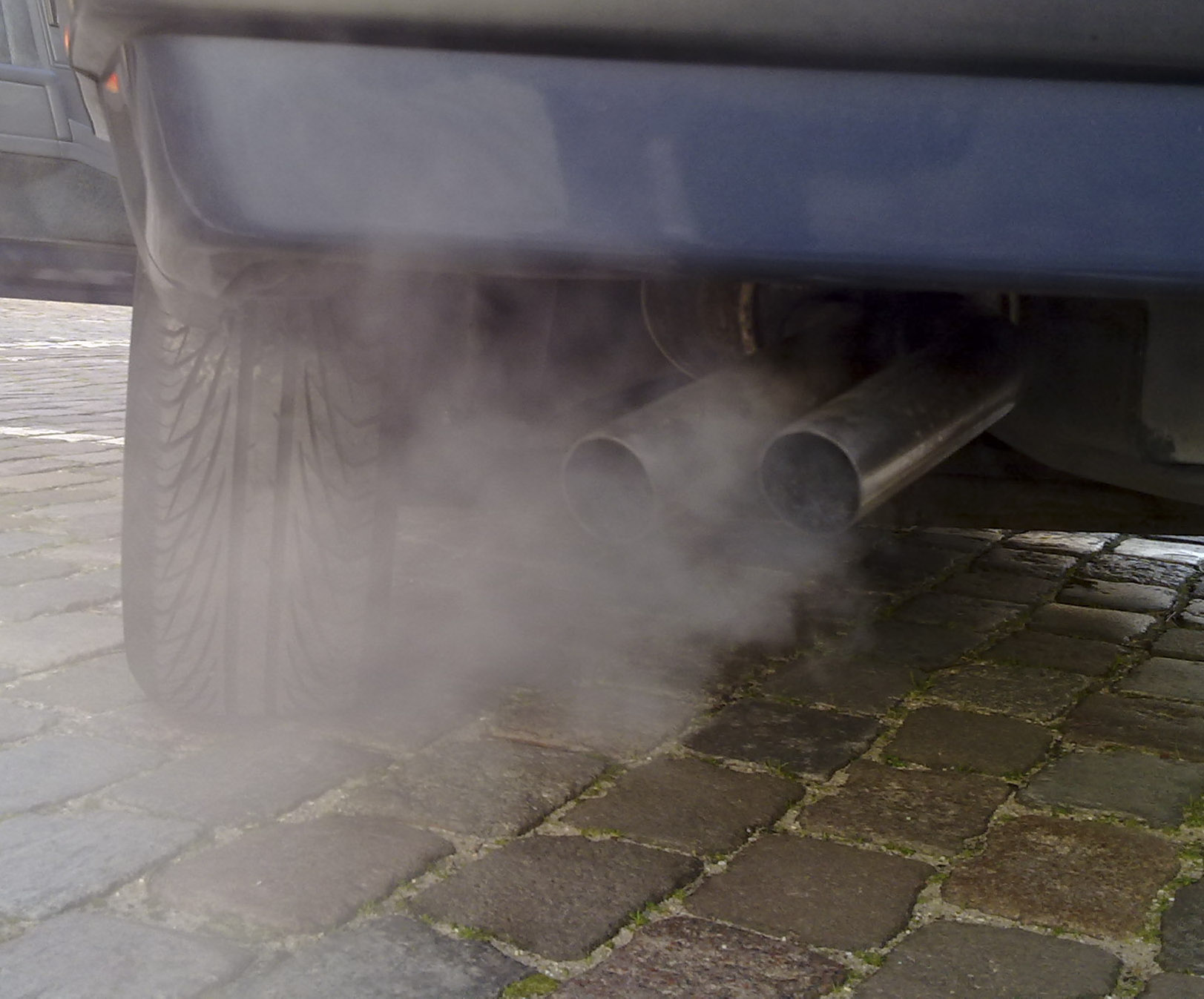
Spaliny samochodowe

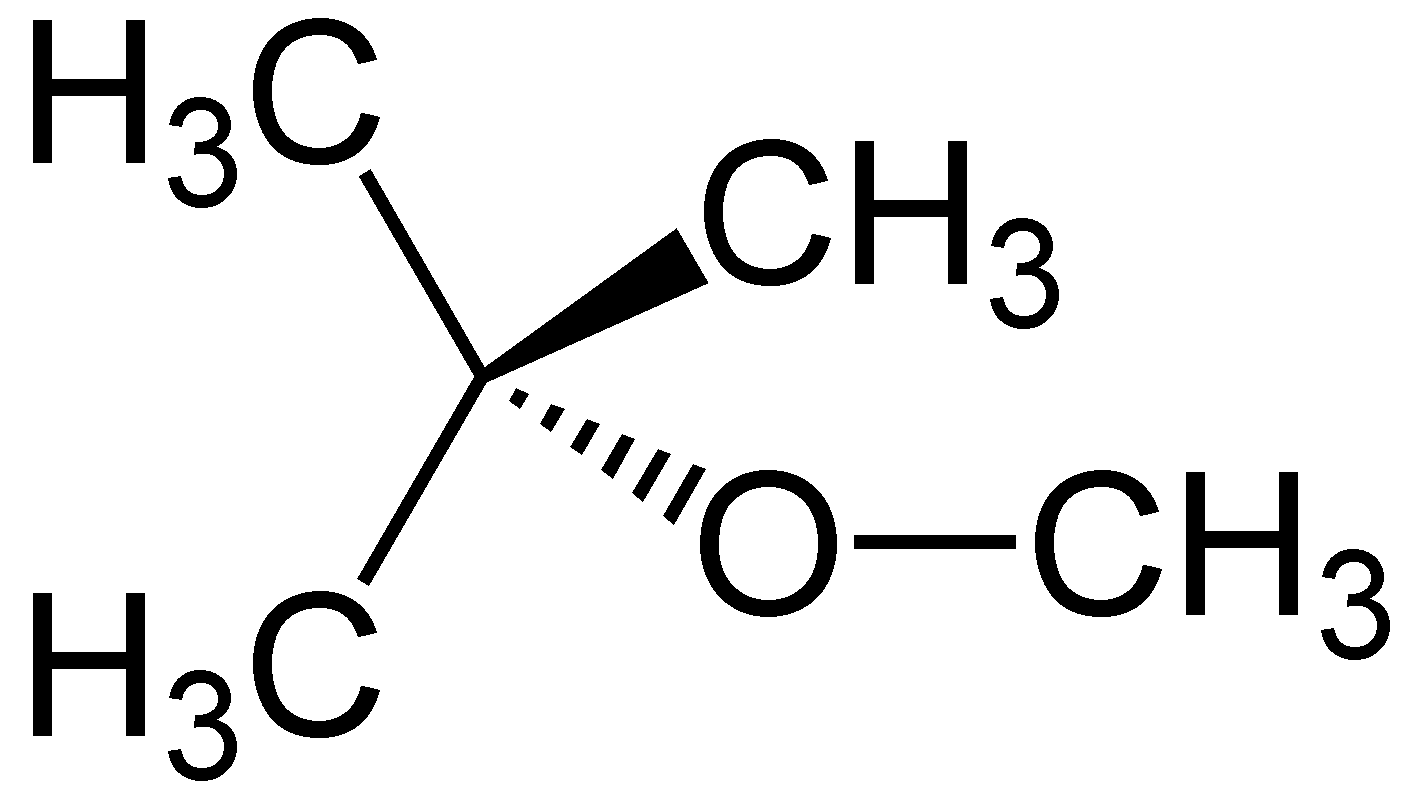
MTBE

Oksygenaty – związki organiczne zawierające tlen, stosowane jako dodatki do paliw (np. benzyny) zmniejszające zawartość CO w spalinach. 
Wśród oksygenatów wymienia się przede wszystkim alkohole i etery. Najbardziej popularnym oksygenatem jest eter tert-butylowo-metylowy (MTBE), który w latach 70. XX w. dodawano do paliwa w niewielkich ilościach, jako składnik zwiększający liczbę oktanową (środek przeciwstukowy). W latach 90. jego stężenia w paliwie znacznie zwiększono (do 15%) – zaczął być uznawany za składnik wspomagający całkowite spalanie węglowodorów i  powszechnie stosowany w Stanach Zjednoczonych. W końcu XX w. stwierdzono, że MTBE może przyczyniać się do zanieczyszczenia wód gruntowych wskutek wycieków z nieszczelnych podziemnych cystern. Od 2004 roku jest w kilku krajach zakazany i zastąpiony alkoholem etylowym.